# Joan Fontaine
Joan Fontaine (Tokyo, Japan, 22. listopada 1917. - Carmel-by-the-Sea, Kalifornija, SAD, 15. prosinca 2013.) bila je britansko-američka glumica. Bila je mlađa sestra glumice Olivie de Havilland. Joan Fontaine jedina je glumica nagrađena Oscarom za ulogu u filmu redatelja Alfreda Hitchcocka.
Rođena je u Tokiju u Japanu, kao mlađa kćer engleskog odvjetnika Waltera de Beauvoira de Havillanda i glumice Lilian Auguste Ruse, poznate po svom umjetničkom imenu Lilian Fontaine. Njena obitelj je u srodstvu s obitelji Sir Geoffreya de Havillanda, pionira zrakoplovstva i osnivača kompanije De Havilland Aircraft Co. U ranoj mladosti, radi lošeg zdravlja seli se u Sjedinjene Države, gdje zajedno sa sestrom pohađa poduke dikcije. Kao petnaestogodišnjakinja godina vraća se u Japan gdje s ocem živi još dvije godine.
1935. debitira u kazalištu u predstavi Call It A Day, te ubrzo potpisuje ugovor sa studijem RKO. Iste godine prvi puta glumi i na filmu, u manjoj ulozi u romantičnoj komediji No More Ladies. 1937., nastupa u prvoj većoj ulozi u glazbenoj komediji A Damsel in Distress, zajedno s Fredom Astaireom, ali film nije postigao uspjeh kod publike. Karijeru je nastavila nizom manjih uloga, među kojima i u drami-komediji The Women (1939.) Georgea Cukora, ali bez da ostvari veći proboj, ugovor joj nakon isteka nije obnovljen.
Veliki uzlet u karijeri doživljava nakon susreta s producentom Davidom Selznickom koji joj nakon niza probnih snimanja dodjeljuje glavnu ulogu u adaptaciji romana Rebecca. Film, koji je obilježio američki debi redatelja Alfreda Hitchcocka, postigao je veliki uspjeh i Joan Fontaine donio nominaciju za Oscara za najbolju glavnu glumicu. Oscara osvaja iduće godine, za dojmljivu interpretaciju u psihološkoj drami Sumnja također u režiji Alfreda Hitchcocka.
Tijekom 1940-ih ističe se nastupima u romantičnim melodramama, među kojima su najznačajnije The Constant Nymph (1943.), za koju je nominirana za Oscara, Jane Eyre (1944.) i Letter from an Unknown Woman (1948.), te noiru Ivy (1947.). Tijekom 1950-ih češće glumi u kazalištu i na televiziji i rjeđe na filmu. 1954., postiže uspjeh u broadwayskoj predstavi Tea and Sympathy. 1960-ih nastavlja kazališnu karijeru u nekoliko produkcija, među kojima Private Lives Cactus Flower i The Lion in Winter. Do 1980-ih glumi većinom u tv serijama, te je 1980. nominirana za nagradu Emmy za ulogu u sapunici Ryan's Hope. Napisala je autobiografiju No Bed of Roses, objavljenu 1978.
Sa svojom sestrom Olivijom de Havilland od najranije je mladosti imala konfliktualan odnos koji se znatno zahladio nakon ceremonije dodjele Oscara 1942., te navodno od 1975. uopće više nisu kontaktirale.

## Izabrana filmografija
- A Damsel in Distress (1937.)
- The Women (1939.)
- Rebecca (1940.)
- Sumnja (1941.)
- The Constant Nymph (1943.)
- Jane Eyre (1944.)
- Ivy (1947.)
- Letter from an Unknown Woman (1948.)
- Ivanhoe (1952.)

## Vanjske poveznice
- Joan Fontaine u internetskoj bazi filmova IMDb-u (engl.)
- virtual-history.com
- cineartistes.com  (fr.)